# The Killing Star
Killing Star este un roman hard science fiction al scriitoriilor americani Charles R. Pellegrino si George Zebrowski, care a fost publicat în aprilie 1995. Romanul descrie o invazie extraterestră  bruscă într-o utopie tehnologică terestră din secolul al XXI-lea, prezentând în același timp alte câteva idei de ficțiune speculativă, cum ar fi călătoria interstelară subuminică, clonarea genetică, realitatea virtuală, robotica avansată etc. 

## Rezumat
La sfârșitul secolului al XXI-lea, Pământul se află în pace. Oamenii comandă acum mașini auto-replicatoare care creează miracole inginerești pe scări enorme. Habitatele artificiale au fost create în întregul sistem solar. Rachetele Valkyrie cu antimaterie transportă exploratorii către stele aproape de viteza luminii. Totul pare bine. 
Apoi, din negrul spațiului apare un roi de rachete relativiste. Deși sunt doar niște bucăți de metal de dimensiuni mici, se mișcă suficient de repede pentru a lovi cu forța multor arsenale nucleare. Ele sunt imposibil de urmărit și imposibil de oprit. Omenirea este nimicită de acest bombardament oribil.
O mână de supraviețuitori se luptă cu disperare pentru a scăpa de flota extratereștrilor. Ei se ascund aproape de soare, în interiorul asteroizilor, sub crustele lunilor, în inelele de gheață și în spațiul îndepărtat interstelar. Dar majoritatea sunt vânați și masacrați fără milă. 
Ultimul bărbat și ultima femeie de pe Pământ sunt capturați ca exemplare zoologice. În pântecele unei nave extraterestre, o ființă asemănătoare calmarului dezvăluie logica nemiloasă din spatele execuției omenirii: momentul în care oamenii au învățat să călătorească în spațiu la viteze relativiste a fost momentul în care omenirea a devenit pur și simplu prea periculoasă pentru vecinii săi din jur. Nimic personal.

## Subscenarii
În continuare sunt prezentate diferite povestiri de supraviețuire în funcție de locul lor. 
Soarele - O singură navă spațială se ascunde lângă Soare în timp ce joacă un joc de-a șoarecele și pisica și cu o navă extraterestră a intrușilor. Oamenii folosesc bombe de energie negativă pentru a provoca o erupție solară masivă, care distruge pe extratereștrii care îi urmăreau. Câțiva ani mai târziu, la sfârșitul cărții, această erupție transformă soarele într-o nova, curățând astfel sistemul solar de intruși. 
Pământul - ultimii oameni care trăiesc pe Pământ sunt bărbați și femei într-un submersibil. Rachetele relativiste au lovit în timp ce ei studiau RMS Titanic. Unul dintre personaje găsește răgaz într-un program de realitate virtuală al Titanicului. În cele din urmă, cuplul merge pe țărmul orașului New York City, unde singurele dovezi pe care le descoperă că omenirea a existat vreodată este instalația unei piscine adânc îngropată sub noroi. Perechea trimite în mod regulat semnale SOS. Cei doi supraviețuitori sunt capturați de extratereștri ca exemplare zoologice. 
Ceres - Coloniștii care locuiesc pe planeta pitică Ceres scapă neobservați de atacul inițial. Din nefericire, căldura reziduală din operațiunile normale ale coloniilor, plus săpăturile din caverne, au produs o coroană inconfundabilă de praf și emisii în infraroșu. Coloniștii știu că probabil vor atrage mai devreme sau mai târziu atenția extratereștrilor, dar nu au de ales decât să încerce să se ascundă. Astfel reduc consumul de energie aproape la zero și taie toate transmisiile radio. Extratereștrii, totuși, au transmis un program cu viruși, iar unul dintre roboții de pe Ceres îl preia. Virusul face ca robotul să producă nanomașini de auto-replicare care ridică punctul de topire al compușilor ceramici și metalici, duce la dezasamblarea habitatului Ceres, ucigând toți coloniștii. 
Saturn - Clonele a ceea ce unii cred că sunt istoricul Isus și Buddha își conduc turma de pe inelele lui Saturn. Grupul intenționează să se ascundă în jurul piticii cenușii- bogată în energie, aflată în mediul interstelar. Acolo ei speră să reconstruiască civilizația umană și, în cele din urmă, să-i lovească pe ucigașii extratereștri. 
Neptun - Unii oameni care se ascund sub crusta înghețată a lunii lui Neptun, Triton, își duc nava pe Neptun pentru a stabili o bază oceanică adâncă. Căpitanul are o cădere mentală și-și conduce nava la distrugere. 
Spațiul îndepărtat - Mai multe nave interplanetare și câteva rachete Valkyrie care se întorc din misiunile lor interstelare sunt distruse inițial. O Valkyrie este distrusă de un tun montat pe o altă Valkyrie, pentru a-o împiedica să transmită accidental locul grupurilor răzlețe supraviețuitoare ale umanității. Există unele speculații că o mână de echipe soț/soție în navele Valkyrie din sistemele stelare din apropiere ar putea supraviețui.